# Поромское
Поромское — деревня в Плесецком районе Архангельской области.

## География
Находится в западной части Архангельской области на расстоянии приблизительно 118 км на запад-юго-запад по прямой от административного центра района поселка Плесецк на острове в восточном заливе озера Кенозеро.

## История
В 1873 году здесь было учтено 4 двора, в 1905 — 10. Тогда деревня входила в Каргопольский уезд Олонецкой губернии. До 2016 года входила в Кенорецкое сельское поселение, с 2016 по 2021 в Конёвское сельское поселение до его упразднения.

## Население
Численность населения: 29 человек (1873 год), 56 (1905), 3 (русские 100 %) в 2002 году, 0 в 2010.